# Maarrat al-Ikhwan
Ma'arrat al-Ikhwan (tiếng Ả Rập: معارة الاخوان, cũng đánh vần Ma'arrat al-Akwan, Maaret Ikhwan hoặc Martahwan) là một ngôi làng ở phía tây bắc Syria, một phần hành chính của tỉnh Idlib nằm ở phía bắc Idlib. Các địa phương lân cận bao gồm Maarrat Misrin ở phía nam, Zardana ở phía đông nam, Kafr Yahmul ở phía đông, Hizano ở phía đông bắc, Kaftin ở phía bắc, Qurqania ở phía tây bắc và Haranabush ở phía tây. Theo Cục Thống kê Trung ương Syria (CBS), Ma'arrat al-Ikhwan có dân số 1.831 người trong cuộc điều tra dân số năm 2004. Nó có một dân số đáng kể của Druze, cư dân ở một số ngôi làng nhỏ ở núi A'la và vùng phụ cận.

## Lịch sử
Trong cuộc chinh phục Hồi giáo ở Syria vào những năm 630, Abu Ubaidah ibn al-Jarrah và quân đội của ông đã tiêu diệt Maarrat al-Ikhwan và Sarmin sau khi chiếm được Maarrat Misrin và Aleppo. Ma'arat al-Ikhwan là một trong những thị trấn lớn, cùng với Maarrat Misrin và Zardana, thuộc quận al-Jazr của Aleppo trong thời trung cổ.
Ma'arrat al-Ikhwan là nơi sinh của Shaykh Jabir al-Halabi, một nhà lãnh đạo tôn giáo nổi tiếng và là học giả hàng đầu của Qur'an trong thế kỷ 17. Ông được vinh danh với danh hiệu Shaykh al-Hồi giáo cho Quận Aleppo của Ottoman sultan Murad IV. Sau khi ông qua đời năm 1640, Quốc vương Murad đã ra lệnh xây dựng một ngôi đền trên lăng mộ của ông ở Ma'arrat al-Ikhwan, nơi nó vẫn được cả người Hồi giáo và Druze đến thăm để nhận được phước lành.
Vào giữa thế kỷ 19, thương gia và tác giả người Hà Lan Thomas Hope đã đến thăm Maarrat al-Ikhwan và lưu ý rằng nó là nơi sinh sống của các thành viên của cộng đồng Alawite. Vào cuối thế kỷ 19, Ma'arrat al-Ikhwan được mô tả là một ngôi làng lớn nằm trên một đồng bằng rộng mở và được phân biệt bởi những mái nhà giống như "nón đường". Trong một tài khoản khác của thế kỷ 19, du khách phương Tây Albert Socin đã mô tả nơi này là một ngôi làng nghèo khó.
Trong cuộc nội chiến Syria đang diễn ra bắt đầu vào năm 2011, phiến quân đối lập từ Quân đội Syria Tự do đã thành lập một trụ sở và trại huấn luyện quân sự ở Ma'arrat al-Ikhwan.